# Leptolalax oshanensis
Leptolalax oshanensis är en groddjursart som först beskrevs av Liu 1950.  Leptolalax oshanensis ingår i släktet Leptolalax och familjen Megophryidae. IUCN kategoriserar arten globalt som livskraftig. Inga underarter finns listade i Catalogue of Life.